# Rhodochlora gaujoniaria
Rhodochlora gaujoniaria es una especie de polilla de la familia Geometridae. La especie fue descrita por primera vez por Paul Dognin habiendo sido descrita en 1892, con distribución en Ecuador. El holotipo de la especie fue descrita en los alrededores de la ciudad de Loja.